# DB-Baureihe 614
Die Baureihe 614 bezeichnet Triebzüge mit Dieselantrieb der Deutschen Bundesbahn, bestehend aus zwei angetriebenen Endwagen der Baureihe 614 und bis zu zwei Mittelwagen der Baureihe 914. Zum 1. Januar 1994 wechselten die Fahrzeuge in das Eigentum des Rechtsnachfolgers Deutsche Bahn AG bzw. seiner Tochter DB Regio.
Die Baureihe 614 ist eine direkte Weiterentwicklung der Baureihen 624/634 und unterscheidet sich von diesen nur in wenigen Details. Daher wird hier im technischen Teil nur auf die Unterschiede zum 624/634 eingegangen. Es existierten insgesamt 42 dreiteilige Einheiten der Baureihe 614, welche in Nürnberg und Braunschweig stationiert waren.
Der Schienenprüfzug der DB-Baureihe 719 wurde auf Grundlage der Triebzüge der Baureihe 614 aufgebaut. Des Weiteren wurde 2006 ein zweiteiliger 614 (Triebköpfe 045 und 046) in den Lichtraummesszug 719 045/046 umgebaut.

## Geschichte

### Prototypen
1971 wurden die Prototypen 614 001/914 001/614 002 und 614 003/914 002/614 004 von der Waggonfabrik Uerdingen angeliefert. Die Erprobung erfolgte von Trier aus an der Mosel und in der Eifel. Im Unterschied zu den Serienfahrzeugen verfügten die Prototypen über eine gleisbogenabhängige Wagenkastensteuerung, mit der ein Neigungswinkel von bis zu 4,2 Grad möglich war. Trotz Neigetechnik ergaben sich keine nennenswerte Fahrzeitgewinne, so dass in der Serie auf die Neigetechnik verzichtet wurde. Seit Ende der Versuche waren die Prototypen in Nürnberg beheimatet.

### Serienfahrzeuge
Die Serienfertigung bei der Waggonfabrik Uerdingen (Triebwagen) und MAN (Mittelwagen) begann 1973. Die erste Serie aus 25 dreiteiligen Einheiten fiel mitten in die Zeit der Pop-Lackierung, so wurden die Fahrzeuge kieselgrau-blutorange lackiert. Ab 1975 wurde die zweite Serie aus 15 Einheiten, diesmal nur von MAN, ausgeliefert und beim Bahnbetriebswerk Braunschweig beheimatet. Diese erhielten jedoch bereits den Anstrich in ozeanblau-beige.

## Einsatz

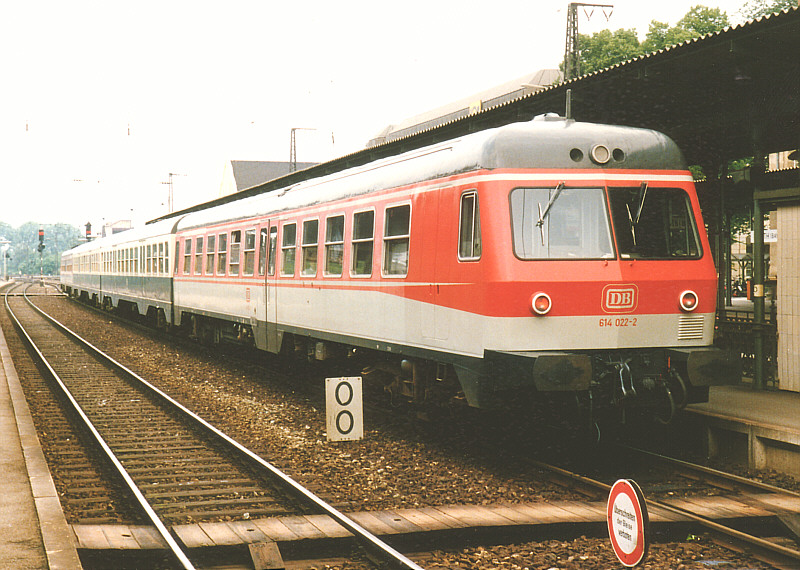
614 + 934 + 934 + 614
Fürth (Bay) Hbf, Juni 1987

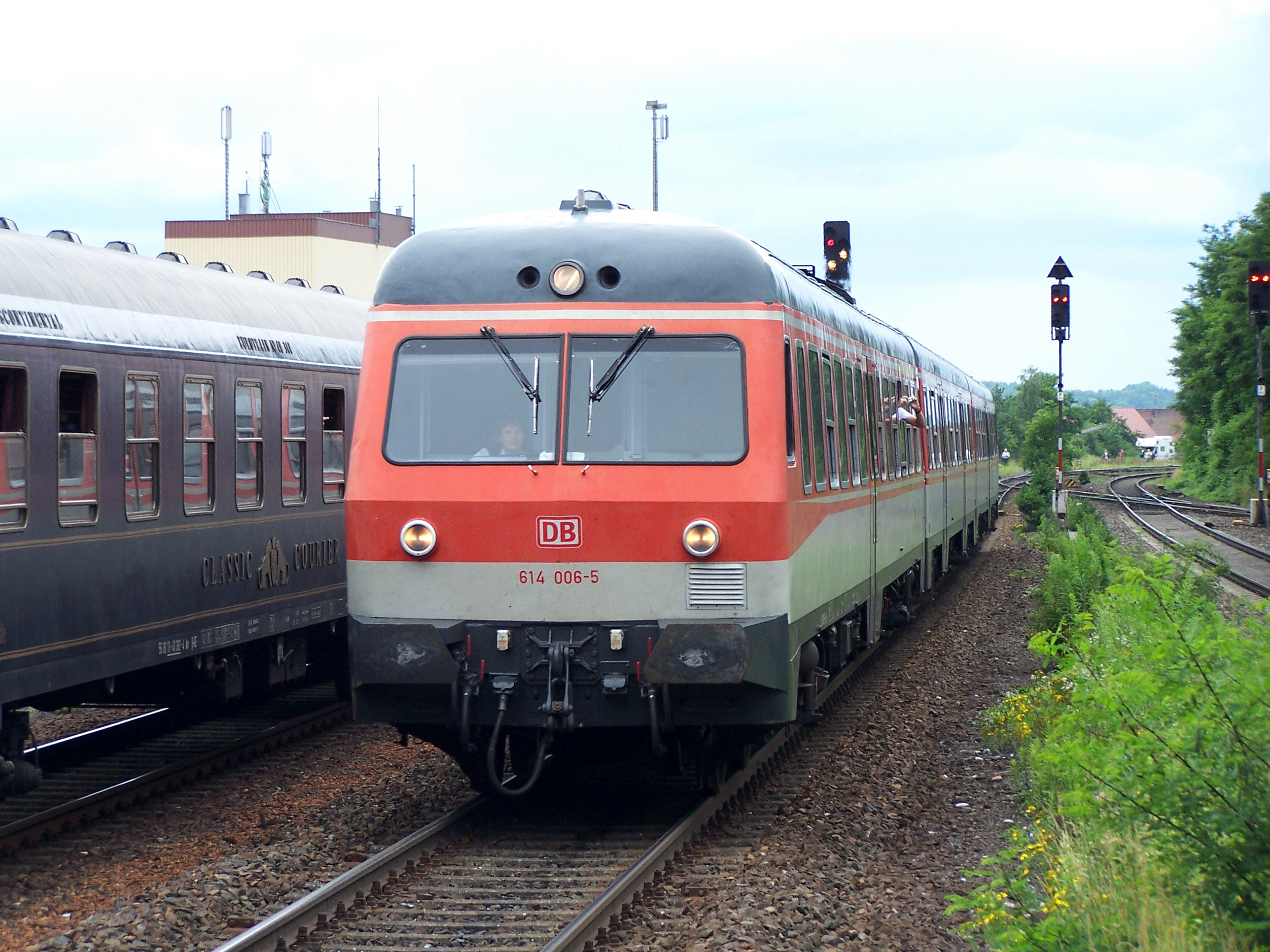
614 006 + 914 003 + 614 005 2007 in Hersbruck im Juni 2007

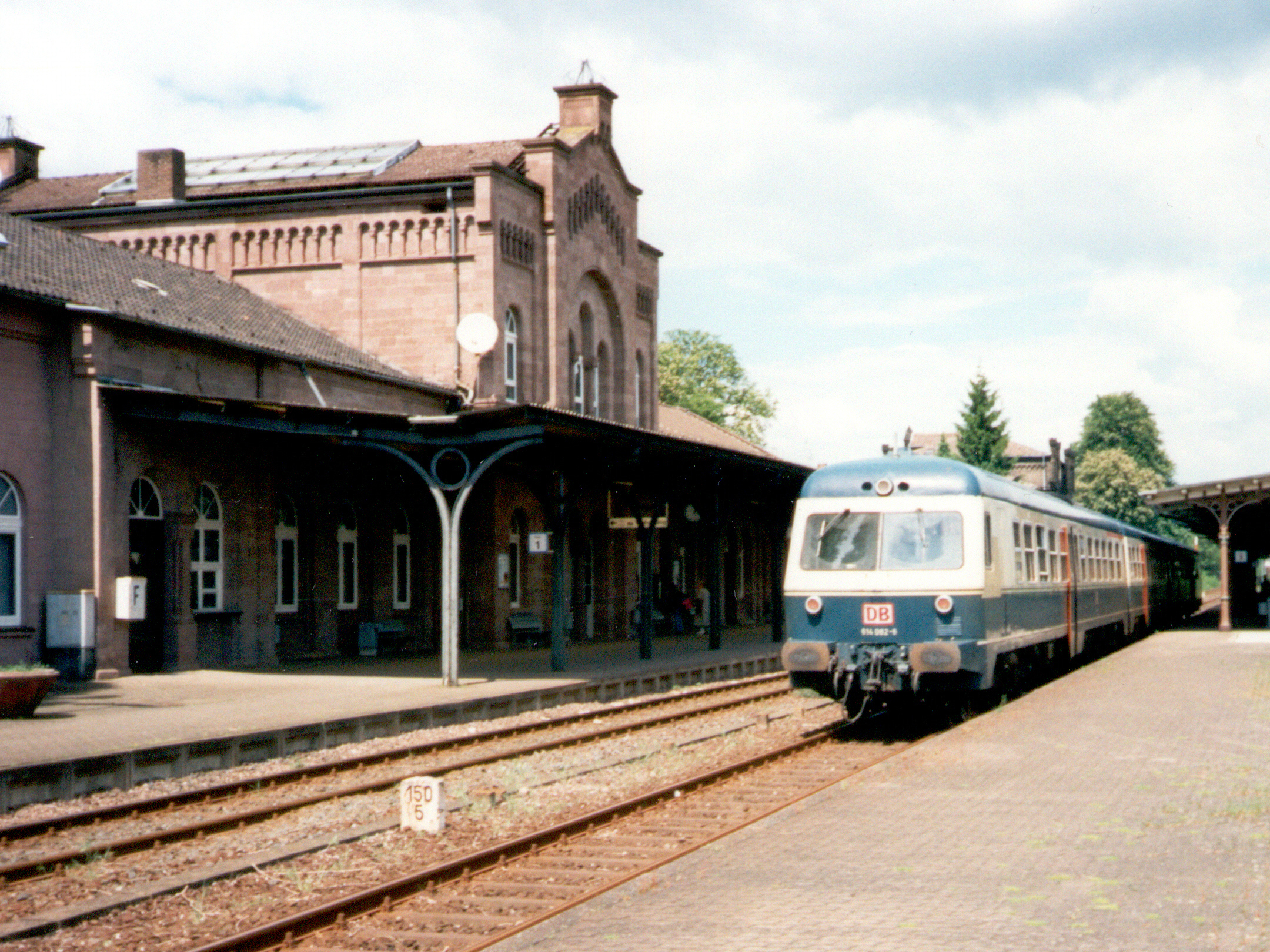
614 082 + 914 042 + 614 081 auf dem Weg von Bielefeld nach Braunschweig, am 24. Mai 1997 in Holzminden

### Deutschland
Die Braunschweiger 614 verkehrten seit ihrer Anlieferung vorrangig im Harz und im Weserbergland. Vielfach wurden dabei ehemalige Ost-West-Magistralen befahren, die nach der deutsch-deutschen Teilung an Bedeutung verloren hatten. Wichtigste Zielbahnhöfe waren Altenbeken, Bad Harzburg, Bad Lauterberg, Bielefeld, Braunschweig, Bodenburg, Göttingen, Hameln, Hildesheim, Kreiensen, Löhne, Northeim, Ottbergen, Paderborn, Salzgitter-Lebenstedt, und Walkenried. Während einzelner Fahrplanperioden wurden auch Lemgo, Münster, Nordhausen, Osnabrück, Oldenburg, Rahden, Uelzen und Wilhelmshaven erreicht. Zuletzt waren die Einheiten alle artrein und dreiteilig zusammengestellt, während früherer Einsatzjahre wurde aber häufig auch zwei- oder vierteilig gefahren.
Nicht selten handelte es sich dabei um gemischte Triebzüge wie beispielsweise 614+914+934+634. Nach Vergabe zahlreicher Strecken an private Gesellschaften und der Auslieferung der Baureihe 648.25 wurden die Triebwagen von ihren klassischen Braunschweiger Einsatzstrecken weitestgehend abgezogen. Stattdessen fuhren sie auf eher untypischen Strecken, wie z. B. Leer – Nieuweschans, Emden Hbf – Emden Außenhafen, Minden – Rotenburg, Uelzen – Bremen und Hannover – Soltau – Buchholz. Mit dem Fahrplanwechsel im Dezember 2008 endeten die Einsätze in Braunschweig. Mehrere Fahrzeuge wurden abgestellt und ausgeschlachtet, einige ins Stillstandsmanagement nach Hamm Rbf gebracht.
Die Nürnberger 614 waren in der Oberpfalz und in Franken im Einsatz. Auch hier waren zuletzt nur noch dreiteilige Einheiten eingesetzt, während früher eigens zur Bildung vierteiliger Einheiten mehrere 934 in Nürnberg stationiert waren. Diese Konstellation war bei den Triebfahrzeugführern aber nicht sehr beliebt, da sich gerade auf Steigungsstrecken die dafür viel zu geringe Maschinenleistung des 614 unangenehm bemerkbar machte. Der Einsatz der Nürnberger 614 sollte eigentlich im Dezember 2008 mit Ablieferung neuer 648.3 beendet werden; wegen knapper Bestände und zu geringer Verfügbarkeit beim 648 wurden in zwei Umlauftagen 614 mit Zielbahnhöfen Neuhaus (Pegnitz), Hersbruck r. P., Fürth Hbf, Cadolzburg und Nürnberg Hbf eingesetzt. Für die beiden Umlauftage wurden drei Einheiten betriebsbereit vorgehalten, darunter auch die kieselgrau-blutorange lackierte Einheit aus 614 005, 914 003 und 614 006. 2010 wurden die letzten Züge ausgemustert, der Zug 614 005, 914 003 und 614 006 2011 ins DB-Museum Nürnberg überführt.

### Polen

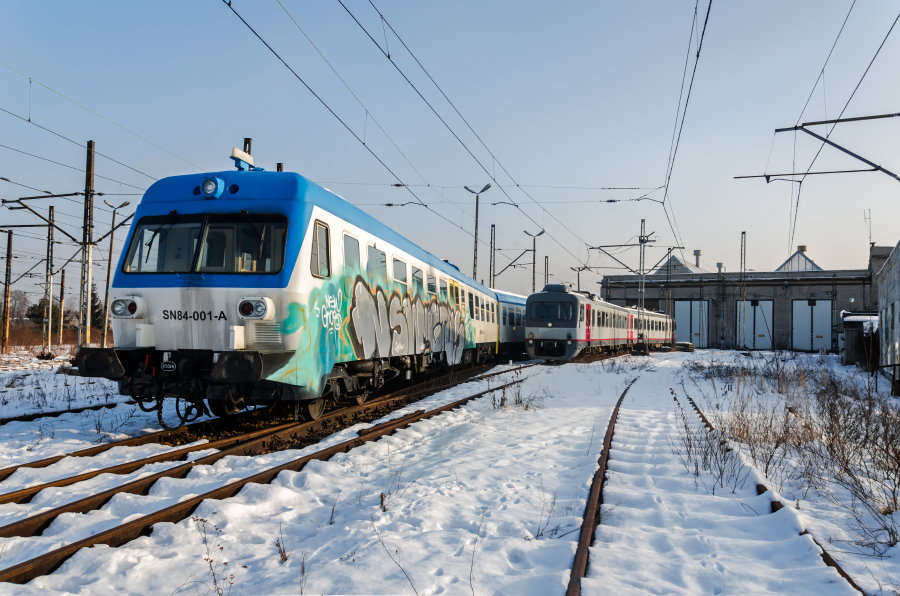
SN84-001 in Katowice (2015), die zweiteilige Einheit bekam eine polnische Zulassung, die dreiteilige Einheit jedoch nicht

Im Jahr 2009, im Zuge der Übernahme der Fernzugsparte von PKP PR und seiner Übertragung an PKP Intercity, kaufte das Unternehmen eine Garnitur mit dem Ziel, Eisenbahnstrecken mit Dieselantrieb und einem saisonalen Potenzial auf den Strecken Gdynia Główna – Łeba und Gdynia Główna einzusetzen. Er wurde dem InterCity-Nord, dem Lokomotivdepot Gdynia Grabówek, zugeteilt. Von 2009 bis 2012 wurde die Einheit nur getestet und danach abgestellt. 2012 wurde es zusammen mit weiteren sieben von Sigma Tabor gekauft und in Halberstadt modernisiert. Ab dem 9. Dezember 2012 sollten sie von der Niederschlesien Eisenbahn eingesetzt werden. Die erste VT614-Einheit erreichte Oberschlesien am 22. Februar 2013. Die oberschlesischen Wasserwerke wurden Eigentümer der Einheiten. Am 5. Januar 2018 wurde bekannt gegeben, dass die SKPL diese zwei Einheiten und eine weitere Einheit erwarb. Diese Züge wurden daraufhin auf der Strecke Rzeszów – Zagórz eingesetzt. Im Januar 2019 erwarb SKPL zwei weitere Einheiten.

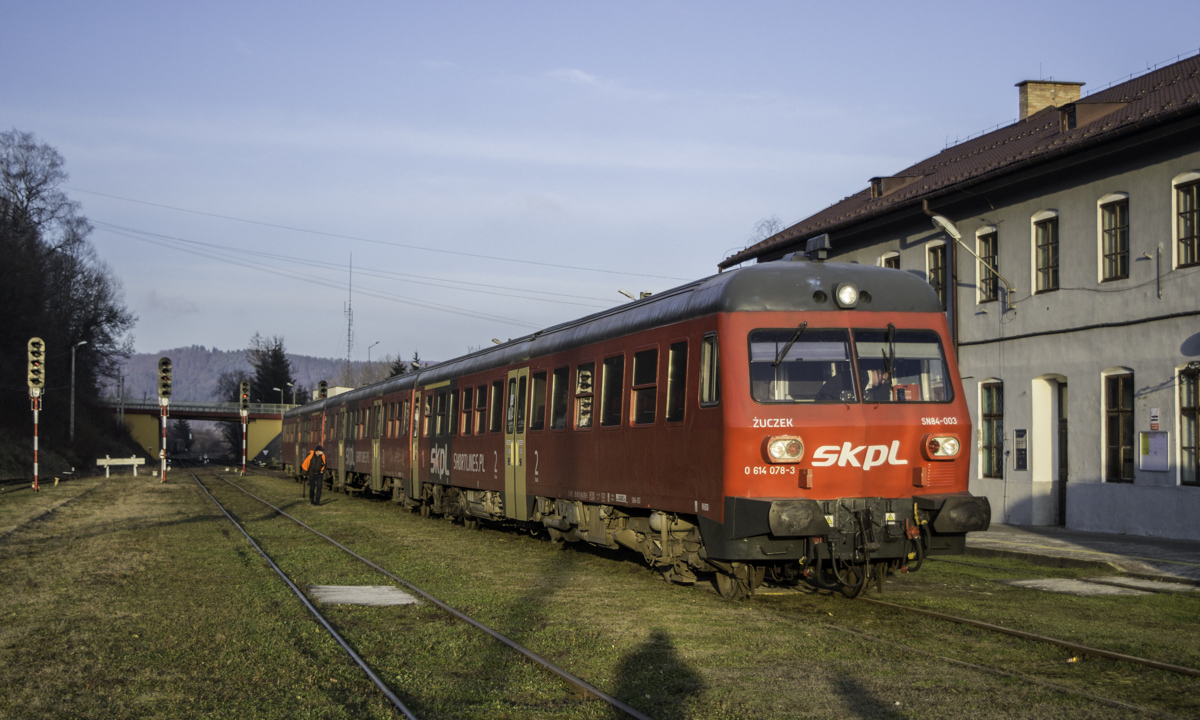
SKPL SN84-003 „Żaczek“

### Rumänien

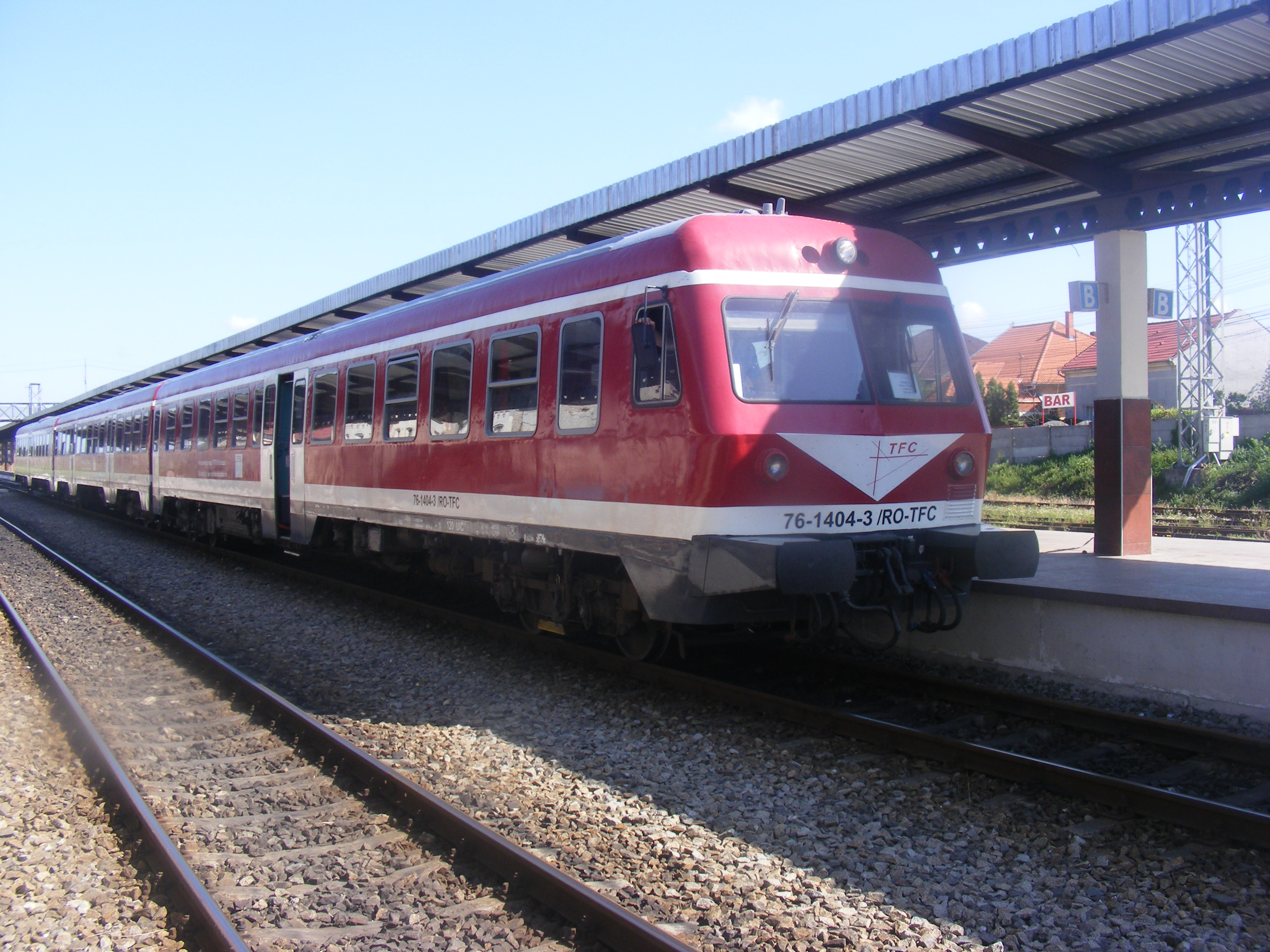
614 der Transferoviar Grup in Oradea

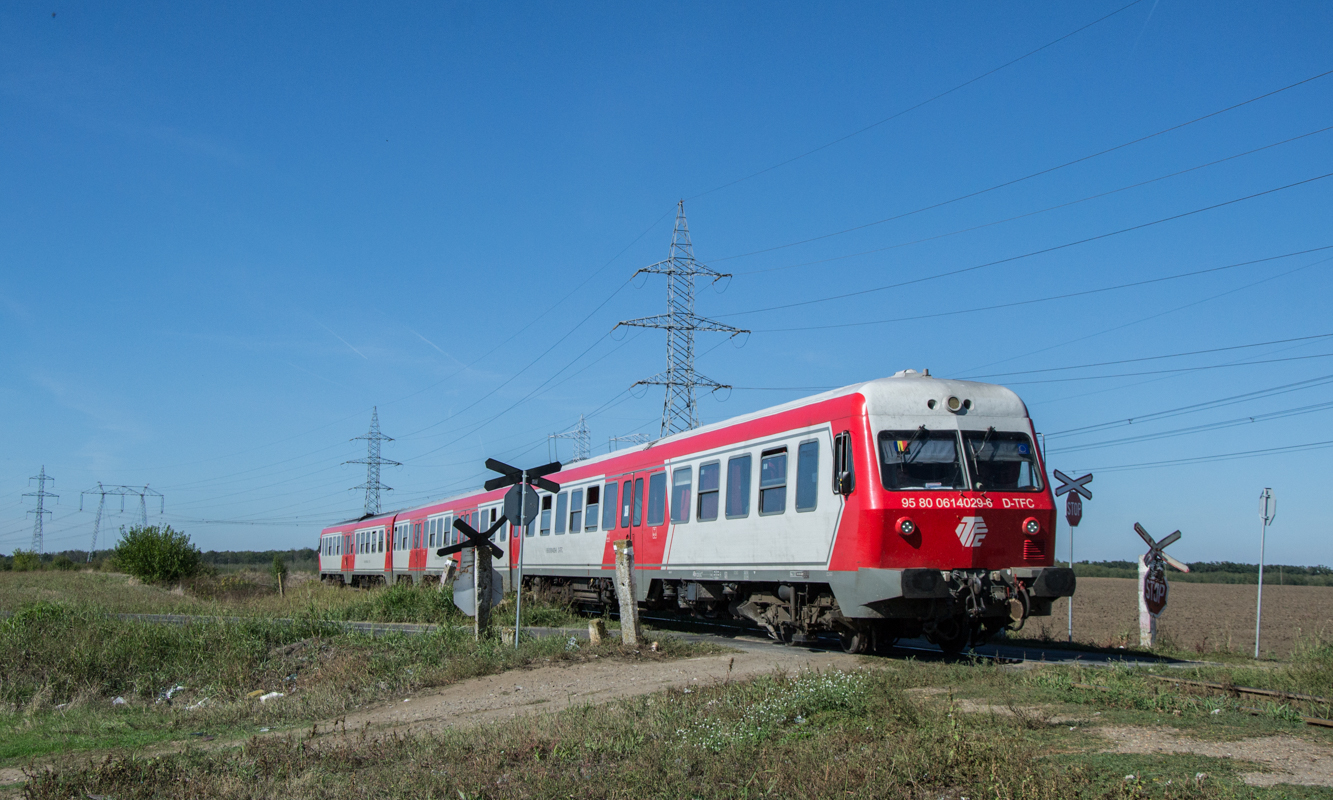
614 029 als Regionalzug von Titan Sud nach Oltenița

Der Triebzug 614 015/016 wurde an Transferoviar Călători (TFC), eine Tochtergesellschaft der Transferoviar Grup (TFG), in Rumänien verkauft. Dort trägt er die Nummer 76-1401/1402 und verkehrte 2011 hauptsächlich zwischen Oradea und Cluj Napoca.
Ein weiterer Triebzug fährt bei der Staatsbahn Căile Ferate Române als 76-1411/59-1411/76-1451 im Raum Sibiu. Bei diesem Triebwagen wurden die Frontpartien neu gestaltet, er erhielt außerdem eine Klimaanlage.
Letztendlich kaufte die Rumänische Staatsbahn insgesamt 10 Einheiten, wovon eine bereits modernisiert wurde und die anderen Einheiten werden ebenfalls einer Modernisierung unterzogen. Beheimatet sind die Züge in Sibiu/Hermannstadt.

## Unterschiede zum 624/634

### Wagenkasten
Der Wagenkasten hat keine geraden Außenwände, wie die 624/634, sondern unterhalb der Fenster befindet sich eine Knickkante und das Fensterband ist nach innen eingezogen. Dies war für die geplante Gleisbogensteuerung notwendig, um das Lichtraumprofil nicht zu überschreiten.

### Laufwerk
Die Drehgestelle wurden leicht modifiziert. Die Abstützung erfolgt wie beim 634 über Luftfedern, welche jedoch (mit Ausnahme von 614 001 bis 004) über vier Luftfederungsventile je Wagen gesteuert werden. Die so realisierte Vierpunktabstützung wird über einen Druckregler am Radsatzlager unterhalb von 25 km/h auf eine Dreipunktabstützung umgeschaltet, indem eines der Luftfederungsventile deaktiviert wird.
Anstelle der mechanischen Gleitschutzregler des 624/634 sind beim 614 elektronische Gleitschutzregler vorhanden.

### Antrieb
Der Dieselmotor D 3650 HM 12 U von MAN entspricht weitgehend dem des 624/634, wird jedoch mit einer höheren Enddrehzahl von 2150/min betrieben und ist für eine Leistung von 370 kW/500 PS ausgelegt, jedoch nur auf die beim 624/634 üblichen 331 kW/450 PS eingestellt. Die bei vielen 624/634 bis zuletzt vorhandene Handpumpe zum druckfreien Nachfüllen von Kühlwasser ist beim 614 nicht eingebaut worden. Die Lüfteranlage des Kühlwasserkühlers kann vom Triebfahrzeugführer bei Ausfall des Lüfterreglers auf Notbetrieb umgerüstet werden, was beim 624/634 nur werktstattseitig möglich ist.
26 Triebwagen (13 Garnituren) wurden nach 2000 mit neuen Dieselmotoren von Cummins ausgerüstet. Mit 448 kW/610 PS haben sie eine deutlich höhere Leistung. Das Remotorisierungsprogramm wurde aber gestoppt, nachdem sich die Einsatzperspektive des 614 spürbar verschlechtert hatte.

### Heizung
Mit der Modernisierung erhielten alle 614 wie auch die Mittelwagen 914 eine Zeitschaltuhr, mit der sich die Uhrzeit einstellen lässt, zu der das Fahrzeug vorgeheizt sein soll. Auf diese Weise konnten die Aufrüstzeiten verkürzt werden. Zugleich wurden in den 1.-Klasse-Abteilen handelsübliche Thermostatventile installiert. Der beim 624/634 weiterhin mögliche Austausch von Wärme zwischen Kühlwasser und Heizwasser ist beim 614 seither nicht mehr möglich.

### Türsteuerung
Schon seit Anlieferung besaß der 614 eine Türsteuerung mit seitenselektiver Freigabe und Türüberwachung. Das beim 624/634 nicht immer einfache Öffnen der Türen wurde und wird beim 614 druckluftunterstützt. Im Rahmen der Modernisierung Mitte der 1990er Jahre wurden die Warntongeber nachgerüstet und – im Gegensatz zum 624 – auch ein Einklemmschutz realisiert. Ein Teil der Fahrzeuge besitzt zusätzlich auch Warnleuchten im Türraum. Kurz nach der Jahrtausendwende begann die Umrüstung einiger 614-Einheiten für das technikbasierte Abfertigungsverfahren (TAV). Hierzu wurde ein Türsteuerrechner installiert, die Türgriffe entfernt und stattdessen Öffnungs-Taster und Lichtschranken eingebaut. Da die neue Türsteuerung nicht sehr zuverlässig arbeitet und sich zudem das Einsatzende der Fahrzeuge abzeichnet, wurde die TAV-Nachrüstung nach wenigen Jahren und noch vor Ende des Remotorisierungsprogramms eingestellt. Interessanterweise wurden bei der Ausmusterung des 614 zunächst die Fahrzeuge mit neuer Steuerung abgestellt, während Fahrzeuge mit der alten Türsteuerung länger in Betrieb blieben. Diese wurde zuletzt leicht modifiziert, so dass sich verriegelte Türen nicht mehr mit Gewalt öffnen lassen.

### Fahrgastinformationssysteme
Bis zur Modernisierung besaßen die 614 die vom 624/634 bekannten Rollband-Zugzielanzeiger. Diese wurden dann jedoch durch je zwei elektronische Matrixanzeigen pro Triebwagen ersetzt. Die Steuerung aller Anzeigen im Zugverband erfolgt durch Eingabe von Ziel-Codenummer in Brose-Eingabegeräte, die auf jedem Führertisch installiert sind. Zusätzlich erhielten einige Nürnberger 614-Einheiten frühzeitliche Fahrgastinformations-Displays.

### Fahrgastraum

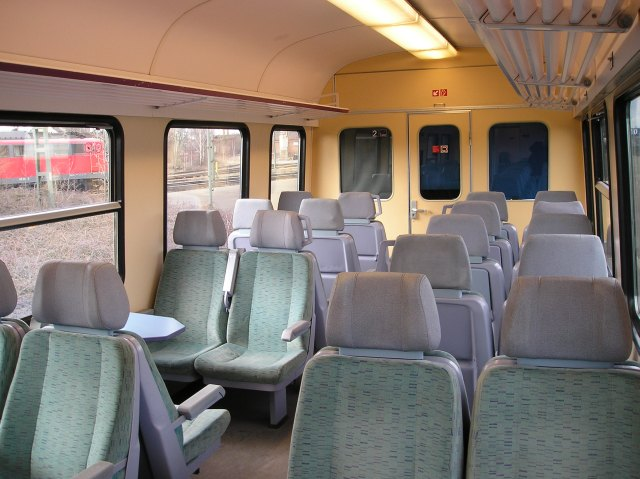
Inneneinrichtung des 614 002 nach der Modernisierung (2006)

Bezüglich ihrer Inneneinrichtung hoben sich die 614 schon immer deutlich von ihren älteren Geschwistern ab. Bei Anlieferung besaßen die Fahrzeuge verstellbare Sitzbänke mit einzeln angeordneten, stoffbezogenen Polstern. Die Farbe des Stoffbezugs wie auch der kunstlederbezogenen Armlehnen und Kopfstützen variierte und war entweder rotbraun oder grün. Die Seitenflächen waren mit beigem Kunststoff verblendet. Die 1.-Klasse-Abteile, jeweils zwei an den Enden der Triebwagen, entsprachen weitgehend dem 624/634. Zwar wirkte die Inneneinrichtung hochwertig, orientierte sich jedoch farblich sehr am Zeitgeist und war Mitte der 1990er Jahre nicht mehr zeitgemäß.
In einer ersten Modernisierungswelle Anfang der 1990er Jahre wurden in erster Linie nur die Sitzpolster gegen solche mit blauem Stoff getauscht und leichte farbliche Änderungen im Fahrgastraum vorgenommen. Im Zuge der anschließenden Voll-Modernisierung erhielten alle übrigen und auch die bereits modernisierten 614 das von den ersten, für die alten Bundesländer gelieferten Doppelstockwagen sowie den y-Wagen bekannte Design mit beigen Wandverkleidungen und mit hellgrünem Stoff bezogenen Einzelsitzen, teils in vis-á-vis, teils in Reihe angeordnet. Bei einigen Prototyp-Umbauten kamen auch im gleichen Design gestaltete Sitzbänke der in den n-Wagen verwendeten Bauart zum Einbau, diese Fahrzeuge wurden später an die Serien-Umbauten angeglichen. Ein Unikum sind die an allen Plätzen vorhandenen (Klapp-)Tische, die vandalismusbedingt zum Teil fehlten. Wie beim 624/634 entfiel auch beim 614 das Gepäckabteil mitsamt Ladetüren hinter dem Führerraum. Beim Redesign wurden die Toiletten in den Triebwagen ausgebaut und dafür ein Dienstraum eingerichtet. Die Abteile der 1. Klasse erhielten rosarote Wandverkleidungen, blaue Tische und ebenfalls blaue, verstellbare Einzelsitze mit roten Kopfkissen.
Die zuletzt modernisierten 914 erhielten je zwei geschlossene Vakuum-WC-Anlagen, wovon eine rollstuhlgerecht hergerichtet ist. Später wurden auch die übrigen 914 nachgerüstet.
Bei den Mittelwagen 914 026 und 914 027 waren die Sitze leicht demontierbar eingebaut, so dass diese Wagen in Tanzwagen umgewandelt werden konnten.

### Lackierung
Die erste, an das Bahnbetriebswerk Nürnberg West ausgelieferte Serie war in der damals aktuellen Pop-Lackierung gehalten, wobei beim 614 ein blutoranges Fensterband auf kieselgrauer Grundfläche gewählt wurde. Diese Lackierung wurde bis zur Modernisierung der Fahrzeuge beibehalten und war in Nürnberg bis ins Jahr 1997 dominant. Die zweite, an das Bahnbetriebswerk Braunschweig ausgelieferte Serie wurde in ozeanblau-beige ausgeliefert. Im Gegensatz zum 624/634 erhielten die 614 dabei oberhalb der Farbtrennkante eine zusätzliche dünne, blaue Zierlinie, welche den Fahrzeugen ein dynamischeres Erscheinungsbild gab. Fast alle 614 wurden beim Redesign ab 1987 zunächst in den Produktfarben des Nahverkehrs Minttürkis/Pastelltürkis/Lichtgrau lackiert und dann von 1997 bis 2003 in verkehrsrot-weiß umlackiert. Einzige Ausnahme ist die Einheit 614 005, 914 003 und 614 006, welche bei der Modernisierung wieder neu in kieselgrau-blutorange lackiert wurde. Alle anderen Fahrzeuge trugen bei ihrer Ausmusterung schon den verkehrsrot-weißen Anstrich.

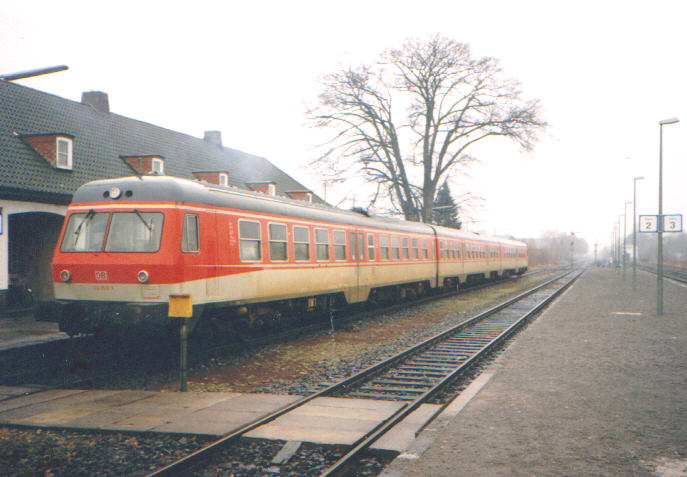
614 050, 1997 in Ottbergen, Ausführung blutorange-kieselgrau
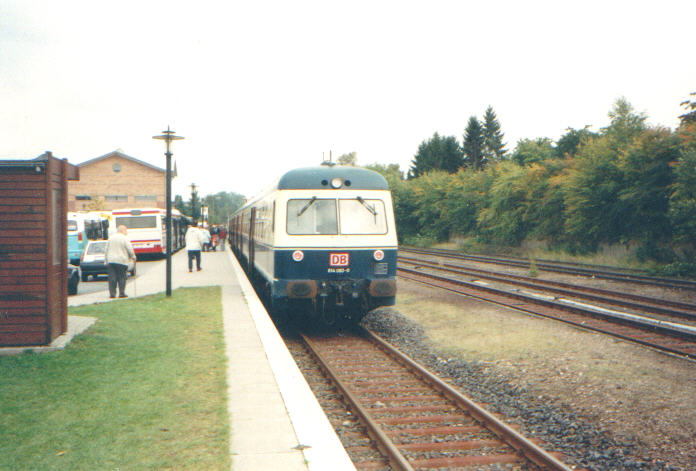
614 083 im Januar 1997 in Lemgo, Ausführung ozeanblau-beige
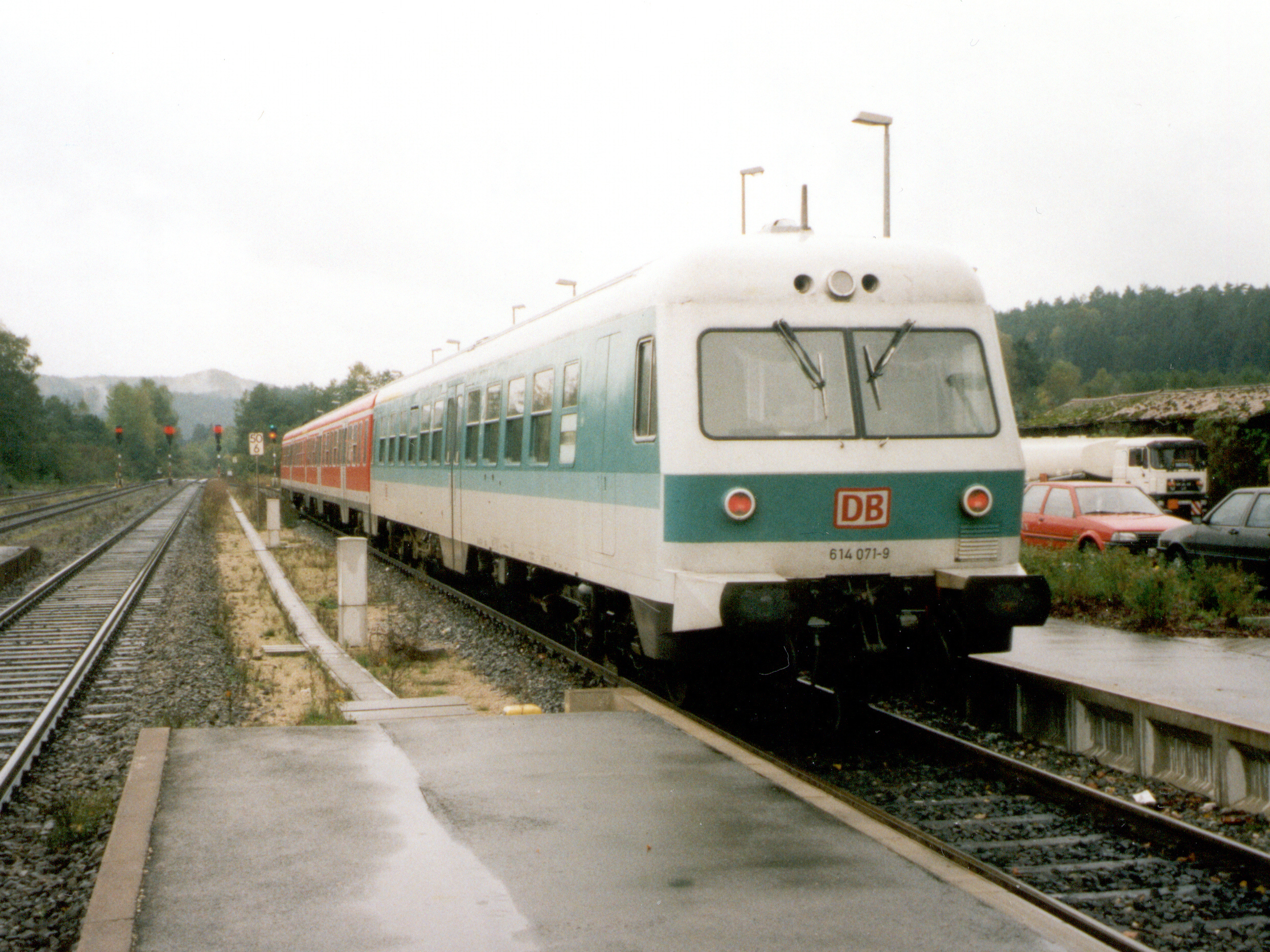
614 071, 1998 in Neuhaus (Pegnitz), Ausführung Minttürkis/Pastelltürkis/Lichtgrau mit Gepäckabteiltüren
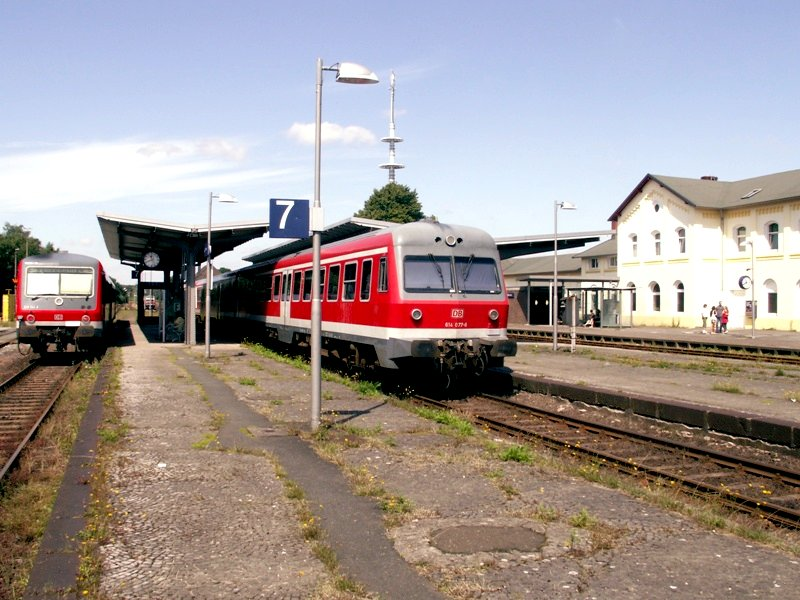
614 im Bahnhof Soltau, Ausführung verkehrsrot-weiß